# Engelhardt-Goldmedaille
Die Engelhardt-Goldmedaille (russisch Золотая медаль имени В.А. Энгельгардта)  wurde nach dem russischen Biochemiker und Molekularbiologen Wladimir Alexandrowitsch Engelhardt benannt. Seit 1994 wird sie von der Russischen Akademie der Wissenschaften alle fünf Jahre für herausragende Leistungen auf dem Gebiet der Molekularbiologie verliehen.

## Preisträger
- 1994 Alexander Alexandrowitsch Bajew
- 1999 Andrei Darjewitsch Mirsabekow
- 2004 Lew Lwowitsch Kisseljow
- 2009 Georgi Pawlowitsch Georgijew
- 2014 Jewgeni Dawidowitsch Swerdlow
- 2019 Alexander Alexandrowitsch Makarow
- 2024 Sofija Georgijewna Georgijewa[1]